# Герб Монталегре
Ге́рб Монтале́гре — офіційний символ містечка Монталегре, Португалія. Використовується як територіальний герб. У червоному щиті срібний замок, промальований синім, із трьома квадратними баштами, синіми вікнами і брамою. На центральній башті три виступаючі бійниці. Обабіч замку, в главі щита, розташовані дві золоті бичачі голови баррозанської породи зі срібними рогами. Низ щита перетятий синьою хвилястою смугою, що має по краях такі ж вузькі срібні смуги. Нижня срібна із костильними зубцями. Щит увінчує срібна мурована містечкова корона з чотирма вежами.  Під щитом біла стрічка, на якій великими літерами напис португальською: «vila de Montalegre» (містечко Монталегре).  Офіційно затверджений 2 лютого 1984 року.  

## Галерея

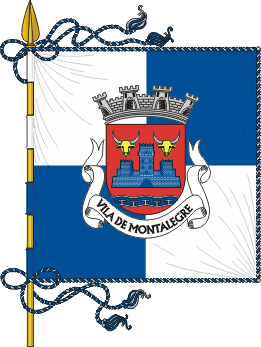
Прапор